# ボストーク (時計メーカー)

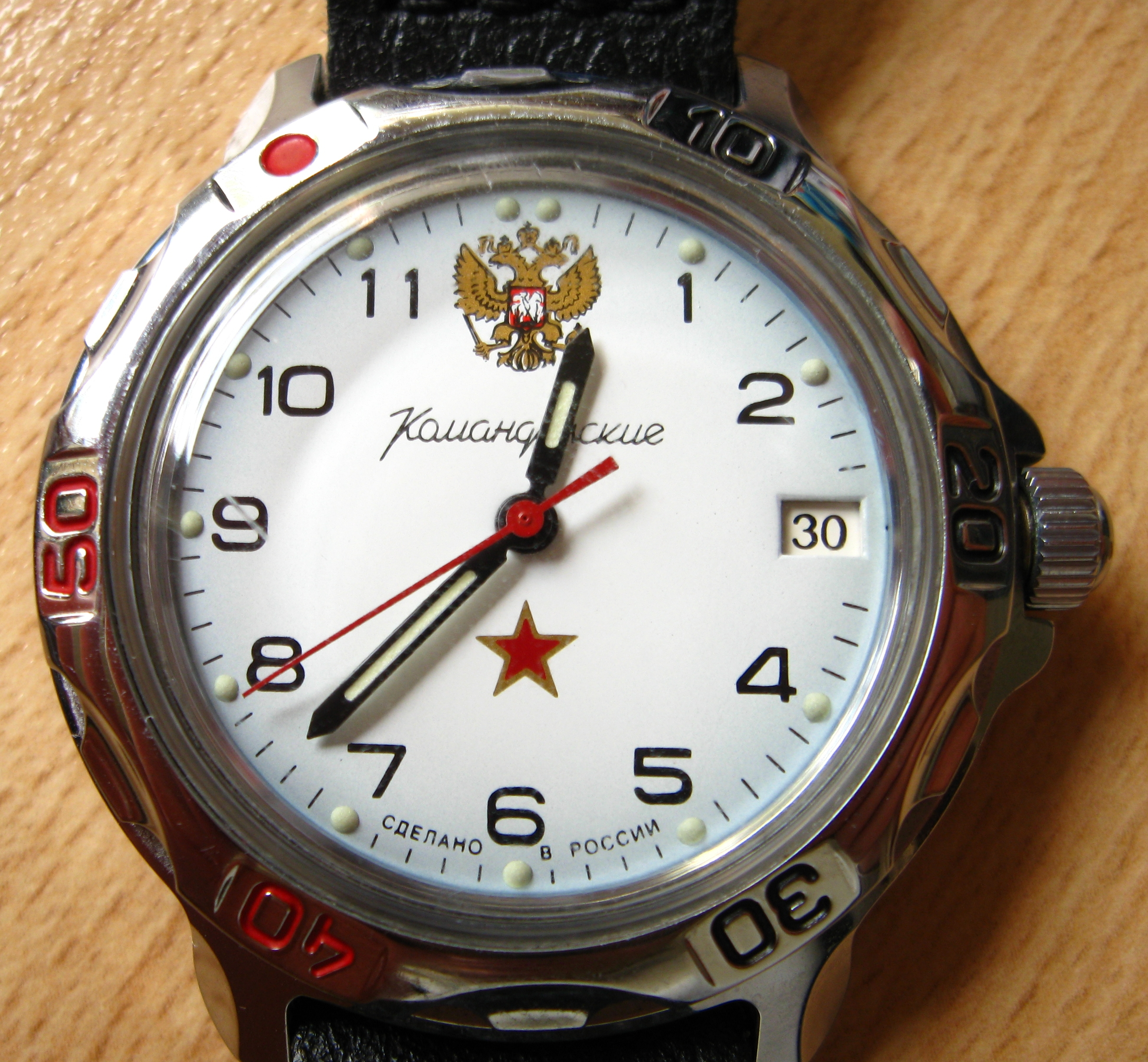
The Vostok Komandirskie

ボストーク（ロシア語: Восток、英語: Vostok：「東」「東方」の意）はロシアの時計製造メーカーである。

## 概要
ロシアの時計メーカの一つで、安価なミリタリー風の腕時計やダイバーズウォッチを得意とするメーカーであり、主力商品である腕時計「コマンダスキー（ロシア語: Командирские、英語: Komandirskie：「司令官」の意）はその中でも群を抜いて有名である。
1930年にソビエト連邦の国営工場として設立された「モスクワ第2時計工場」をその祖とし、ソビエト時代は軍公式腕時計の生産の大半を担っていた。
ボストーク社他により生産されて軍から支給される時計にはЗАКАЗ МО СССР, （ソビエト連邦国防省発注品）という刻印がされていた。この刻印のある時計は厳しい品質管理をパスした上、身分を証明されている軍関係者しか利用できない「ボートルグ」という店でしか購入できなかったため、現在でもこれらのモデルを手に入れるのは非常に困難である。
1991年のソビエト連邦崩壊により1992年には民間企業として再設立され、2004年にはリトアニアのコリツ（Koliz)社によって、ボストーク・ヨーロッパブランドが立ち上げられ時計の組み立てが行われている。
ボストーク・ヨーロッパの時計は部材・仕上がりなどは日々進化しており、寒冷地のパリダカともいえるEXPEDITION TROPHY[16900kmを14日間で制覇するラリー]の公式モデルにも採用され極限の地でも耐えられるよう設計されてきている。近年では、バーゼルへの出展も行っており世界的に有名ブランド化しつつある。これらの時計は西ヨーロッパ諸国をメインターゲットとして立ち上げられ、ロシア製の機械式ムーブメント（主にVOSTOK製）が用いられる。
21世紀に入ってからボストークは、キーロフスキー・コレクションという1940年代型のレプリカのラインナップを発表した。これらのモデルはステンレス製で限られた量しか生産されず、コレクターを狙って出されたものである。
日本ではペレストロイカ以降、「ソ連もしくはロシアの腕時計＝コマンダスキー」というほどの知名度を持つ。また、コマンダスキーにはいろいろなバリエーションが存在するため、コマンダスキーをコレクションしている人もいる。

## 歴史
ボストークは1942年にモスクワからタタールスタン共和国のカマ川の岸の小さな町、チストポルに疎開した「モスクワ第2時計工場」を元として創設された（なお、同じくモスクワ第2時計工場を祖とするソビエト／ロシアの時計メーカーには「スラバ」がある）。戦争中は防衛用の器具を製造していたが、程なく戦争が終わり機械式腕時計の製造を始める。
1961年には、世界初の有人宇宙飛行を達成したボストーク1号に因み、「ボストーク」を国営企業としての正式な社名とした。
ソビエト連邦国防省の公式な納入業者に選定されたのは1965年のことである。この年に有名なコマンダスキーが納入されたほか、深度200mの潜水が可能なステンレス製の陸軍用の腕時計、アンフィビアに繋がる開発実験が行われた。
2004年にリトアニアのコリツ（Koliz)社によって、ボストーク・ヨーロッパブランドが立ち上げられ、西ヨーロッパ市場への本格的な参入が開始された。
2010年に同社破産のため工場は整理となり、所有権は40程の債権者に移った。しかし、2012年現在でも時計及びムーブメントの生産は行なわれている。